# Aschaltschi Oki
Aschaltschi Oki (Pseudonym), geboren als Akilina Grigorjewna Wekschina, (russisch Ашальчи Оки, урожд. Акилина Григорьевна Векшина; * 4. Apriljul. / 16. April 1898greg. im Dorf Kusebajewo, Ujesd Jelabuga, Gouvernement Wjatka; † 31. Oktober 1973 im Dorf Alnaschi im Süden der Udmurtischen Autonomen Sozialistischen Sowjetrepublik (ASSR) (an der heutigen M7)) war eine russische bzw. sowjetische Dichterin, Übersetzerin und Augenärztin.

## Leben
Oki stammte aus einer Bauernfamilie. Sie besuchte die Karlyganskaja-Wotskaja-Lehrerschule (Abschluss 1914) und studierte nach der Oktoberrevolution an der Universität Kasan in der Arbeiterfakultät mit Abschluss 1921 und später in der Medizin-Fakultät mit Abschluss 1927.
Ab 1928 arbeitete Oki als Augenärztin in den Rajons Jukamenskoje und Analschi (im Norden Ischewsks). Ein Praktikum absolvierte sie bei Wladimir Filatow in Odessa.
Okis erste Gedichte und Erzählungen waren 1918 in den udmurtischen Zeitungen Wil sin und Gudyri erschienen. Ihr zentrales Thema war der spirituelle Reichtum der udmurtischen Frau und die Erniedrigung der Frau. Aus mehreren Gedichten entstanden Lieder. Ihre ersten Gedichtsammelbände wurden 1933 gedruckt. Im selben Jahr erlitt sie Repressionen, worauf sie ihre dichterische Tätigkeit aufgab.
Im Deutsch-Sowjetischen Krieg gehörte Oki ab dem 20. Juli 1941 zum Medizinischen Dienst der Roten Armee. Eineinhalb Jahre lang leitete sie eine Abteilung für toxische Gasbrandinfektionen. Dann war sie Assistenzärztin in einem mobilen chirurgischen Feldlazarett der Weißrussischen Front.
Nach ihrer Entlassung aus der Roten Armee im Oktober 1946 arbeitete Oki im Krankenhaus des Rajons Alnaschi.
Gedichte Okis wurden in Sprachen der UdSSR und des Auslands übersetzt. Der französische Dichter Jean-Luc Moreau lobte ihre weiblichen sehr aufrichtigen und menschlichen Texte ohne Rhetorik und Deklamation. Oki übersetzte Werke Alexander Puschkins und Heinrich Heines ins Udmurtische. Nach 1956 schrieb sie Erzählungen für Kinder.
Okis Bruder war der Dichter Aiwo Iwi (Iwan Grigorjewitsch Wekschin).
In Alnaschi wurde 1987 ein Aschaltschi-Oki-Museum eröffnet. Seit 1994 gibt es den Udmurtischen Nationalen Aschaltschi-Oki-Literaturpreis. Ein Sammelband mit Okis Gedichten in udmurtischer und russischer Sprache erschien 1998. Im selben Jahr erschien die erste Ausgabe der Frauenzeitschrift Aschaltschi. Seit 2002 trägt das Regionalmuseum im Dorf Grachowo (Grachowski rajon) Okis Namen.

## Ehrungen, Preise
- Medaille „Für Verdienste im Kampf“ (1944)[7]
- Medaille „Für die Einnahme Berlins“ (1945)
- Medaille „Sieg über Deutschland“ (1945)
- Ehrenzeichen der Sowjetunion (1958)[5]
- Verdiente Ärztin der Udmurtischen ASSR[6]